# آنا مولر (فنانة)
آنا مولر (بالألمانية: Anna Moller)‏ هي فنانة ألمانية، ولدت في 1980.